# التعيمة (جحانة)

تعديل مصدري - تعديل

التعيمة هي إحدى قرى عزلة مسور بمديرية جحانة التابعة لمحافظة صنعاء، بلغ تعداد سكانها 202 نسمة حسب تعداد اليمن لعام 2004.